# NGC 5798
NGC 5798 é uma galáxia irregular (Im) localizada na direcção da constelação de Boötes. Possui uma declinação de +29° 58' 05" e uma ascensão recta de 14 horas, 57 minutos e 37,9 segundos.
A galáxia NGC 5798 foi descoberta em 16 de Maio de 1784 por William Herschel.